# حزب الاشتراكية الديمقراطية (ألمانيا)
حزب الاشتراكية الديمقراطية (بالألمانية:Partei des Demokratischen  Sozialismus (PDS)) كان خلال الفترة 1990 حتى 2007 مسمى لحزب سياسي ذو توجه يساري في ألمانيا والذي كان نشطاً ومدعوماً خلال تلك الفترة في الولايات الألمانية الجديدة (وهي ولايات المانيا الشرقية سابقاً).

شعار الحزب بعد إعادة تسميتة إلى حزب اليسار بي دي إس

شعار الحزب من عام 1990 حتى 2005

## النشأة والتطور منذ عام 1989
أنبثق هذا الحزب عن حزب الوحدة الاشتراكية الألماني (SED) الذي كان يحكم جمهورية ألمانيا الشرقية قبل قيام الوحدة الألمانية عام 1990، والذي غير تسميته في في ديسمبر من العام 1989 إلى حزب الاشتراكية الديمقراطية (إس إي دي/ بي دي إس SED-PDS)، ثم في 4 فبراير 1990 بعد أن جرت تغييرات شملت الأشخاص والمحتوى تم تعديل الإسم إلى حزب الاشتراكية الديمقراطية (بي دي إس PDS)، ثم في يوليو 2005 إلى حسب اليسار بي دي إس (بالألماني، اليسار بي دي إس: Die Linke.PDS)،  ثم أخيراً في 16 يونيو 2007 اندمج الحزب مع حزب العمل والعدالة الاجتماعية- الخيار البديل WASG وتكون منهما حزب اليسار. يبلغ أعضاء الحزب في ديسمبر 2006 حوالي 60.338 عضو. كان الغرض من هذا الدمج توضيح التعاون الاستراتيجي مع حزب العمل والعدالة الاجتماعية - الخيار البديل. بينما تم الاعتراف بالحزب رسميًا بموجب قانون الأحزاب باسم اليسار.بي دي إس، أصبح من الممكن من خلال هذا الاعتراف، تسمية فروع الحزب في الولايات الألمانية بنفس الإسم ولكن بدون إضافة PDS وذلك لغرض التأكيد على البداية الجديدة في عملية تشكيل الحزب. فعلى سبيل المثال، أصبح يُطلق على فرع الحزب في ولاية شلسفيغ-هوليشتاين تسمية، يسار.شليسفيغ-هوليشتاين (Die Linke.Schleswig-Holstein ) بدلا من بي دي إس شليسفيغ-هوليشتاين (PDS Schleswig-Holstein) وهكذا في بقية الولايات. كان حزب الاشتراكية الديمقراطية PDS يرى نفسه في تقاليد الحزب الشيوعي الألماني KPD مروراً بالحزب الشيوعي المتحد VKPD، والحزب الديموقراطي الاجتماعي المستقل ، ورابطة سبارتاكوس  Spartakusbund، والحزب الديموقراطي الاجتماعي SPD وحزب العمال الديموقراطي الاشتراكي SDAP وحزب الجمعية العامة للعمال الألمان وحتى حركة العمال الألمانية.
وقد ارتبطت عمليات تعديل وتغيير الإسم بعمليات تغيير داخل الحزب في الأشخاص والمضمون، كما اعتبر حزب PDS نفسه ملتزمة قانونًا وأخلاقيًا بإرث وأعباء ماضي حزب SED ولم ينكر مسؤوليته حيال ذلك، غير أن المعارضين السياسيين اتهموها بعدم التعامل مع الماضي بما فيه الكفاية.
كان PDS شريكًا صغيرًا في حكومة الولاية في العاصمة برلين من 2002 إلى 2011 (2005-2007 بعد إعادة تسميته «حزب اليسار». ، تم دمج 2007-2011 باسم «حزب اليسار»). عملت مشاركة حكومية أخرى في مكلنبورغ-بوميرانيا الغربية من 1998 إلى 2006. من 1994 إلى 2002 ، تسامح نظام التوزيع العام في ساكسونيا أنهالت مع حكومة أقلية من الحزب الاشتراكي الديمقراطي وكان في المعارضة البرلمانية هناك وفي برلمانات ولايات ساكسونيا وتورينغن وبراندنبورغ .

## مشاركة الحزب في الحكومات على مستويات الولايات وكمعارضة برلمانية
كان PDS كشريك صغيرًا في حكومة ولاية العاصمة برلين من 2002 إلى 2011 مروراً بمسمياته المختلفة خلال الفترة المذكورة. مشاركة حكومية أخرى للحزب كانت في ولاية مكلنبورغ-فوربومرن من 1998 إلى 2006. من 1994 إلى 2002، تسامح الحزب في ولاية ساكسونيا أنهالت مع حكومة أقلية من الحزب الديمقراطي الاجتماعي وبقي في المعارضة البرلمانية هناك وفي برلمانات ولايات أخرى مثل ساكسونيا وتورينغن وبراندنبورغ .
في الانتخابات البرلمانية في ولاية بريمن عام 2007، وصل الحزب لأول مرة إلى برلمان ولاية ألمانية غربية وبنسبة 8.4%.
في عام 2004، حقق الحزب نتائج قياسية في جميع الانتخابات الإقليمية. ففي انتخابات برلمان ولاية تورينغن، تمكن من الفوز بمقاعد مباشرة لأول مرة (ويقصد بالمقاعد المباشرة المقاعد التي يفوز بها مرشحي الأحزاب في الدوائر الانتخابية وليس عبر قوائمهم الحزبية)، حيث فاز بمقعدين في جيرا، ومقعد في سُوهْل، ومقعدين في إرفورت. وفيما يتعلق بعدد الأصوات فقط حصل الحزب على 26.1%، وكان للمرة الثاني أقوى حزب بعد حزب الاتحاد الديمقراطي المسيحي CDU وكان قادرًا على إزاحة الحزب الاشتراكي الديمقراطي SPD إلى المركز الثالث، بفارق 12% بينهما.
في الانتخابات الأوروبية التي جرت في نفس الوقت، حصل الحزب على 6.1% من الأصوات، وبالتالي تمكن من دخول البرلمان الأوروبي بسبعة أعضاء.
تمكن PDS أيضًا من تحقيق المركز الثاني في انتخابات ولايتي ساكسونيا وبراندنبورغ  ففي ساكسونيا حصل على 23.6٪ من الأصوات مقابل أقل من 10٪ للحزب الديمقراطي الاجتماعي وفي براندنبورغ، بنسبة 28%، وحل محل حزب الاتحاد الديمقراطي المسيحي كثاني أكبر مجموعة برلمانية وفازت بأغلبية المقاعد المباشرة. أجرى الحزب الديمقراطي الاجتماعي محادثات مع الحزب ومع شريكه السابق، حزب الاتحاد الديمقراطي المسيحي، بعد أن تمكن من تأكيد نفسه على أنه أقوى حزب، متقدمًا على PDS بنسبة 31.9%. ومع ذلك، استمر التحالف بين الأحمر (وهو الـSPD) والأسود (وهو الـ CDU) بقيادة رئيس الوزراء القديم والجديد ماتياس بلاتسيك.

## روابط إنترنت
- Archiv der Website der Linkspartei.PDS
- Findbuch Die PDS im Deutschen Bundestag (1990 bis 1994), Archiv Demokratischer Sozialismus der Rosa-Luxemburg-Stiftung
- Findbuch Die PDS im Deutschen Bundestag (1994 bis 1998), Archiv Demokratischer Sozialismus der Rosa-Luxemburg-Stiftung
- Findbuch Die PDS im Deutschen Bundestag (1998 bis 2002), Archiv Demokratischer Sozialismus der Rosa-Luxemburg-Stiftung
- Findbuch Parteivorstand der PDS - Die Ära Gysi (1989 bis 1993), Archiv Demokratischer Sozialismus der Rosa-Luxemburg-Stiftung